# Wagner Moura
Wagner Moura (n. 27 iunie 1976, Salvador, Bahia, Brazilia) este un actor brazilian. Este actorul principal al serialului Narcos, jucând rolul lui Pablo Escobar.